# Jack Henry Abbott
Pour les articles homonymes, voir Abbott.
Jack Henry Abbott, né le 21 janvier 1944 et mort le 10 février 2002, est un criminel américain, considéré comme un grand écrivain, un « diamant noir » selon Norman Mailer, pour son best-seller Dans le ventre de la bête (en) (In the Belly of the Beast) présenté comme « le chef-d'œuvre de la littérature carcérale ».

## Biographie
Né dans la base aérienne de Camp Skeel à Oscoda dans le Michigan d'un père soldat qui devient un clochard alcoolique et d'une mère serveuse de restaurant d'origine chinoise qui se prostitue à l'occasion, Jack Abbott vit une enfance miséreuse. Abandonné à quatre ans, il arrête l'école à neuf ans et dès l'âge de 12 ans commet plusieurs vols dont une tentative de vol de voiture par démarrage par court-circuitage (en). Il est jusqu’à douze ans livré à plusieurs familles d'accueil et centres d’adoption où il subit des violences et plusieurs viols, faisant de lui une « bête enragée » et un « révolté permanent » comme il le raconte. Dès lors, il commet délits et crimes au point de passer moins d'un an de toute son existence hors de l'univers carcéral. À 16 ans, il est envoyé à l’Utah State Industrial School (en), maison de redressement pour jeunes délinquants où il est placé au cachot après ses fugues. À dix-huit ans, après un vol de chèques, il est à nouveau condamné mais découvre cette fois-ci la vraie prison où ses rébellions lui valent d'être régulièrement mis en isolement, notamment pendant 23 jours dans une cellule à privation sensorielle.
En 1965, âgé de 21 ans, Abbott purge une peine pour forgerie dans la Utah State Prison quand il poignarde à mort un autre détenu qui l'a dénoncé pour une affaire de contrebande. Il est condamné à une peine de 23 ans pour ce crime. Après une évasion et le braquage d'une banque dans le Colorado, sa peine est augmentée de 19 ans en 1971. Il est alors mis en détention dans une des prisons les plus dures des États-Unis, le pénitencier fédéral de Marion (en) qui connaît de nombreuses mutineries et grèves de la faim. Abbott y fréquente beaucoup la bibliothèque et y découvre la littérature, dévorant de nombreux livres.

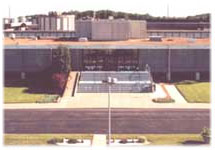
Le pénitencier fédéral de Marion à Marion, Illinois

En 1977, il lit une interview du New Kork Times dans laquelle l'auteur Norman Mailer révèle qu'il est en train d'écrire Le Chant du bourreau inspiré de la vie et des témoignages de proches du tueur condamné à mort Gary Gilmore. Mailer est alors frustré car Gilmore refuse de correspondre avec lui. Abbott écrit à Mailer, alléguant que Gilmore avec qui il a vécu en détention dans la prison d'Utah, a largement exagéré son expérience carcérale. Abbott propose à Mailer d'écrire la véritable vie d'un prisonnier en lui communiquant ses journaux de prison. Mailer accepte et l'aide à publier In the Belly of the Beast en 1980.
Son livre devient un best-seller loué pour son style d'écriture et sa critique radicale du système déshumanisant de la justice criminelle américaine. L'intervention de Mailer et de l'intelligentsia américaine, Jerzy Kosinski, Christopher Walken, Susan Sarandon et son mari Tim Robbins (qui appelleront d'ailleurs en 1989 leur fils Jack Henry en hommage à Jack Henry Abbott et à sa dénonciation de l'univers carcéral) lui permettent d'obtenir une libération conditionnelle le 5 juin 1981 bien que les autorités pénitentiaires considèrent qu'il reste un sociopathe très dangereux.
Mailer s'est engagé à faciliter la réinsertion sociale d'Abbott et l'emploie comme secrétaire pour faire des recherches sur ses livres. Il vit alors assigné, pour que la police puisse le surveiller, dans un centre de l’Armée du salut du Bowery dans l'arrondissement de Manhattan à New York au milieu des prostituées, des braqueurs, des clochards et des junkies. Ne pouvant s'adapter à sa vie hors les barreaux, se sentant constamment agressé et ayant du mal à apprendre à décider par lui-même, Abbott tue Richard Adan, un apprenti comédien de 22 ans, le 18 juillet 1981 à cinq heures du matin. Alors qu'il se trouve, en compagnie de deux femmes rencontrées dans une discothèque, dans le café-restaurant le Binibon  dans le quartier d'East Village de Manhattan, il demande à utiliser les toilettes. Mais Richard Adan, alors serveur dans ce bar, lui refuse leur accès car elles sont réservées au personnel du restaurant qui n'a pas d'assurance accident pour ses clients pour ce local. Richard Adan l'emmène dans une impasse derrière le restaurant pour qu'Abbott puisse y faire ses besoins mais ce dernier vit ce refus comme une agression et croit qu'Adan veut en découdre. Il le poignarde à mort. Le jour même, le New York Times qui n'est pas au courant de ce meurtre écrit encore une critique élogieuse de son ouvrage. Abott s'enfuit au Texas, en Louisiane, au Guatemala et au Mexique mais, lassé de cette cavale, revient aux États-Unis sous un faux nom. Il est finalement arrêté à Morgan City (Mississippi) en septembre 1981 et condamné à 15 ans de prison pour homicide involontaire. Au cours de son procès, alors que Mailer reconnaît sa responsabilité mais refuse une condamnation à la peine de mort, Susan Sarandon et Jerzy Kosinski continuent à réclamer la libération de Jack Abbott au motif qu'il est un artiste talentueux.
Abbott a juste reçu 12 500 $ d'avances de son éditeur pour son ouvrage In the Belly of the Beast mais tous ses revenus sont reversés à la veuve de Richard Adan qui l'a poursuivi avec succès et a obtenu 7,5 millions de dollars en dommages-intérêts.
En 1987, Abbott publie un autre livre My Return qui connaît moins de succès que son précédent. Il comparaît devant la Commission des libérations conditionnelles en 2001, mais sa demande est rejetée en raison de son incapacité à exprimer des remords, de son casier judiciaire fourni et de nombreux problèmes disciplinaires en prison. Le 10 février 2002, Jack Abbott se pend dans sa cellule à l'aide d'une corde de fortune fabriquée avec ses draps et lacets de chaussure.

## Postérité
Le film australien Ghosts… of the Civil Dead en 1988 s'inspire en partie de la vie d'Abbott. En 2004, une compagnie de théâtre new-yorkaise joue la pièce In the Belly of the Beast Revisited basée sur l'ouvrage d'Abbott. En 2009, la pièce de théâtre musicale Binibon d'Elliott Sharp et Jack Womack retrace les événements entourant le meurtre de Richard Adan.